# ユーゴ＝ザーパドナヤ駅
ユーゴ＝ザーパドナヤ駅（ユーゴ＝ザーパドナヤえき、ロシア語: Юго-Западная）はモスクワ地下鉄・ソコーリニチェスカヤ線の駅で、プロスペクト・ヴェルナーツコヴォ駅とトロパリョヴォ駅の間にある。

## 歴史
1963年12月30日に開業した。